# 九州総合スポーツカレッジ
九州総合スポーツカレッジ（きゅうしゅうそうごうスポーツカレッジ）は、大分県宇佐市にあるプロスポーツ選手やトレーナー、インストラクター等を育成する専修学校である。

## 概要
元プロスポーツ選手を講師等に招くとともに、日本プロ野球OBクラブ、大分トリニータ、大分ヒートデビルズと提携して、野球、サッカー、バスケットボールでの3競技でのプロスポーツ選手育成をめざしている。
学校法人吉用学園が運営する2年制の専修学校で、スポーツ健康学科および幼児スポーツ学科の2学科に10の専攻がある。2003年（平成15年）3月に廃校となった大分県立長洲高等学校の跡地に2005年（平成17年）4月に開校した。

## 教育

### 学科
スポーツ健康学科
- アスリートコース
  - 野球専攻
  - サッカー専攻
  - バスケットボール専攻
- トレーナーコース
  - アスレティックトレーナー専攻
  - スポーツインストラクター専攻
- スポーツビジネスコース
  - スポーツ福祉専攻
  - スポーツマネジメント専攻
  - 医療事務専攻

幼児スポーツ学科
- 幼稚園教諭・保育士コース
- 幼児スポーツ指導者コース

## 学生生活

### 部活動
- 硬式野球部：『九州総合スポーツカレッジ』として2005年に日本野球連盟に加盟し、社会人野球の企業チーム（専門学校チーム）として活動
- サッカー部：大分県社会人サッカーリーグに加盟

## 学校関係者と組織

### 学校関係者一覧
- 三浦政基 - 元校長、硬式野球部の総監督。元プロ野球選手で日本プロ野球OBクラブの副理事長も努めている。
- 神田大輔 - 元プロ野球選手、硬式野球部で総監督を務めた。
- 岸川雄二 - 元プロ野球選手、硬式野球部で監督を務めた。
- 山下和彦 - 元プロ野球選手、硬式野球部でコーチ（2007年～2009年、2018年）を務めた。
- 小川邦和 - 元プロ野球選手、硬式野球部で投手コーチ（2009年）を務めた。
- 定岡智秋 - 元プロ野球選手、硬式野球部でヘッドコーチ（2014年～2015年）を務めた。
- 定岡徹久 - 元プロ野球選手、硬式野球部で監督を務めたのち、2021年からはコーチ。
- 金本圭太 - 専任講師、サッカー部監督。元Jリーグ大分トリニータ選手。
- 岡中勇人 - 元サッカー部ゴールキーパーコーチ。元Jリーグ大分トリニータ選手。
- 末松勇人 - 特別講師。元bjリーグ大分ヒートデビルズ選手。
- 天野佳彦 - 元バスケットボール選手、バスケットボール部の監督を務めた。

### 出身者一覧
- 古賀貴大 - プロサッカー選手（アルビレックス新潟シンガポール）
- 福満隆貴 - プロサッカー選手（ジェフユナイテッド千葉）
- 飛石孝行 - 元サッカー選手（横河武蔵野FC）
- 中村玲央 - 元サッカー選手（シャン・ユナイテッドFC）
- 中村真人 - サッカー選手（ヴェルスパ大分）
- 苗田剛汰 - 元プロバスケットボール選手（鹿児島レブナイズ）

## 施設

### キャンパス
所在地
- 大分県宇佐市大字金屋199-2

アクセス
- 電車：JR日豊本線『豊前長洲駅』から徒歩7分、『柳ケ浦駅』から専用送迎バスで5分
- 車：東九州自動車道の宇佐インターチェンジから10分

### キャンパス内の施設
- ロングパイル人工芝サッカー場
- 平成の森公園グラウンド（野球） - 同校から車で20分、校内には室内練習場がある。
- 音楽実習室
- 食堂
- 男子寮
- トレーニングルーム
- マッサージ室（トレーナー実習室）
- コンピュータルーム
- ミーティングルーム
- 武道場
- 体育館